# Juan Van-Halen
Juan Van-Halen Acedo (Torrelodones, 17 de junio de 1944) es un escritor, historiador, periodista y político español. Como escritor es autor de numerosos libros de poemas, narraciones y ensayos. En política es diputado y senador por el Partido Popular, además de desempeñar cargos ligados con la cultura. Torrelodones le dedicó una calle (Calle del poeta Juan Van-Halen) en 1989 y en 1997 un busto suyo, obra de Santiago de Santiago, se colocó en la Casa de la Cultura. Este Ayuntamiento convoca anualmente el Premio Internacional Juan Van-Halen para libros de poesía. El 28 de octubre de 2010 el Pleno municipal de Torrelodones lo nombró Hijo Predilecto. Es descendiente directo del general y aventurero decimonónico español, de origen flamenco-italiano, Juan Van Halen Sarti y padre del economista y político Juan Van Halen Rodríguez.

## Biografía
Poeta procedente del falangismo intelectual del Sindicato Español Universitario (SEU), desempeñó el cargo de jefe del Servicio de Actividades Culturales de la Delegación Nacional de la Juventud entre 1968 y 1970.
Periodista, escritor e historiador diplomado en Genealogía, Heráldica y Derecho Nobiliario (CSIC), es autor de numerosos trabajos de carácter histórico principalmente sobre el siglo XIX español. Ha sido profesor visitante de la Universidad Moderna de Lisboa que le concedió su Medalla de Oro. Doctor Honoris Causa por la Universidad de Alcalá, el 4 de febrero de 2002, en Filosofía y Letras. Ha destacado en las siguientes áreas:

## Escritor y académico
Se ha distinguido sobre todo como poeta, habiendo publicado numerosos poemarios y recopilaciones poéticas de su obra. Su poesía se caracteriza por unir lo vivido y lo soñado, con raíces clásicas.
El académico, crítico y poeta Luis Alberto de Cuenca, en su introducción a la selección antológica de Van-Halen que preparó, señala que «Dentro de un clima y unas preocupaciones estéticas comunes a su generación, Juan Van-Halen opta por un camino personal que debe mucho a los clásicos en una época en que se valoraba por encima de todo la novedad y la sorpresa. Hombre de su tiempo, hombre de reflexión y también de acción, como su antepasado barojiano, Van-Halen refleja en su obra poética la realidad que lo circunda, tiñéndola de biografía. Su escritura se sitúa entre la crónica whitmaniana de aliento épico y el fresco vivo y colorista, salpicado de detalles».
El académico, profesor y poeta Ángel González expresó en la presentación de una lectura de Van-Halen en la Universidad de Nuevo México, en Albuquerque: «Está en el extremo de una tradición: Siglo de Oro, Machado, Unamuno, Juan Ramón Jiménez, poetas del 27 y del 36: Miguel Hernández y Rosales. En Van-Halen admiro algo que aparece como un trasfondo compartido o denominador común a todos esos maestros: la escritura que aúna sentimiento y pensamiento, moralidad y belleza, claridad y vigor; atento al mundo exterior y a la intimidad. Poesía fácil en apariencia por su claridad y ausencia de exhibicionismos retóricos, pero muy difícil de conseguir. La exposición del asunto implica una reflexión moral no explícita, que se desprende de lo narrado, enriquece el poema y le añade hondura y trascendencia. Van-Halen es un maestro en el cultivo del soneto, y hay que destacar su extraordinario oído musical».
Desde que en 1963 publicó Lejana palabra, con apenas 19 años, se han sucedido sus libros de poemas y recopilaciones, más de una treintena, entre los que destacan Crónica, Lo que yo llamaba olvido, Laberinto de arena, Corcel del sueño, Púrpura y ceniza, De carne o de cristal, Los mapas interiores, Vivir es ser otro, y Bajo otro tiempo, y las antologías Poemas del hombre que pasa, Manual de asombros, Como un viejo secreto desvelado, La piel del agua, Memoria del olvido, Espejismos, La vida entera (Antología de sonetos), Le sfere armillari,Quien conmigo va y Escribo tu nombre.
Académico correspondiente de las Reales Academias de la Historia y de Bellas Artes de San Fernando y Académico de Honor de la Academia de Letras y Filosofía (Colombia), de la de Artes y Letras (Portugal) y de la de Ciencias Humanísticas y Relaciones (México y República Dominicana), y Secretario General de la Academie Belgo-Espagnole d'Histoire (Bruselas). Académico en España de la Academia Norteamericana de la Lengua Española. Es miembro de número y Archivero-Bibliotecario de la Real Academia Española de la Mar y miembro de número de la Real Academia Matritense de Heráldica y Genealogía,además de pertenecer a numerosas corporaciones académicas regionales y provinciales de España. Miembro del Patronato del Instituto Cervantes, y de los Patronatos de la Fundación Carlos de Amberes y de la Fundación José García Nieto. Presidente de la Asociación de Familias Descendientes de Flandes en España y Secretario General del Cuerpo Colegiado de Descendientes de las Reales Guardias Walonas. 
Presidente de la Asociación de Escritores y Artistas Españoles, fundada en 1871, que presidieron anteriormente escritores y artistas como Emilio Castelar, José Echegaray, José Canalejas, Mariano Benlliure, Jacinto Benavente, Manuel Benedito y el marqués de Lozoya, entre otros.
Libros o poemas suyos han sido traducidos al inglés, francés, italiano, portugués, neerlandés, ruso y árabe.
Conferenciante sobre temas históricos y literarios en España y en Universidades e Instituciones de Europa, América (del norte y del sur), África y Asia. 
Ha sido Presidente o miembro de decenas de Jurados literarios, entre otros del Premio Cervantes, del Premio Nacional de las Letras Españolas y del Premio Nacional de Poesía. 
Su obra en verso y en prosa ha recibido importantes reconocimientos. Entre los premios poéticos que ha obtenido destacan el Pastora Marcela, el Fray Luis de León, el Francisco de Quevedo (Ayuntamiento de Madrid), el Manuel Machado, el Rabindranath Tagore, el Tiflos, el Internacional Ibn Jafaya (Ministerio de Asuntos Exteriores), el Rafael Alberti, discernido por el último Jurado que presidió el poeta de la generación del 27 que da nombre al Premio, y el Internacional Ciudad de Melilla. En relato breve ha recibido tres Huchas de Plata, el Clarín y el Ciudad de Peñíscola. En periodismo los premios Aulas, Luis Legaz Lacambra, Tormo de Oro (periodismo gastronómico), Áspid de Oro (periodismo sobre Farmacia), y el del Club Internacional de Prensa. En novela, el segundo premio Plaza & Janés.

## Carrera periodística
Se inició en 1963 como cofundador y codirector, junto a José Luis Martín Prieto, de la revista literaria Nuevo Surco. Ha ejercido el periodismo en prensa escrita, radio, televisión y agencias.
- Fue profesor del Instituto Oficial de Radiodifusión y Televisión (IORT).
- Corresponsal de guerra en Vietnam, Suez y Pakistán y enviado especial a acontecimientos en todo el mundo.
- Formó parte del séquito informativo de Juan Carlos I en numerosos viajes internacionales, y del séquito informativo del presidente del gobierno cuando lo era Leopoldo Calvo Sotelo.
- Entre 1971 y 1974 fue director-gerente de Editorial Doncel y antes había dirigido Ediciones Alorca.
- Director de medios informativos impresos y de programas de radio y de televisión.
- Durante tres años (1966-1969) fue director del programa literario diario de TVE 'El alma se serena que cerraba las emisiones televisivas.
- Presidió las empresas de comunicación Central Press y Proyectos y Acciones de Información S.A. Presidente de Ecología y Sociedad.
- En el principio de la transición coordinó la colección de fascículos Los líderes.
- En RTVE dirigió el Gabinete de Coordinación de la Dirección General y el Servicio de Publicaciones. Pertenece a la plantilla de RTVE en situación de excedencia especial.
- En la radio pública dirigió los Servicios Informativos de RCE.
- Fue Presidente de la Federación de Asociaciones de Profesionales de Radio y Televisión de España.
- Ha mantenido columnas o colaboraciones a lo largo de su carrera profesional en Arriba, Ya, Pueblo, El Imparcial (diario del que fue Adjunto a la Dirección y Jefe de Opinión en el equipo de Emilio Romero), Informaciones, El Alcázar, ABC, La Razón y La Gaceta. Actualmente colabora en ABC (en su famosa Tercera). Fue tertuliano semanal en La ventana, de Sardá (SER), en Julia en la Onda, de Julia Otero (Onda Cero) y en El Gato al agua, de Antonio Jiménez (Intereconomía TV).
- Entre sus éxitos informativos cuenta el haber entrevistado a los médicos militares españoles en Go Cong (Vietnam), sobre los que nada se decía en España, y el de ser el único periodista español que entrevistó en Bagdad a Saddam Hussein.

## Carrera político-institucional
Antes de cumplir 20 años su actividad política, en el área de la información, se inició en el Sindicato Español Universitario en el que fue fundador y director de los quincenarios Correo Universitario y El Estudiante.
En las elecciones autonómicas de 1987 fue elegido diputado de la Asamblea de Madrid en las listas del Partido Popular (PP), integrándose en el equipo que encabezaba Alberto Ruiz-Gallardón del que fue estrecho colaborador, y el 15 de noviembre de 1989 fue elegido senador por la Comunidad de Madrid, dentro del Partido Popular (PP). Desde entonces su participación en política ha sido continua.
Fue senador designado por la Comunidad de Madrid entre la IV y la IX legislatura (1989-2011). En la Asamblea de Madrid fue diputado en la II y III legislatura autonómica (1987-1995), presidente en la IV legislatura (1995-1999) y de nuevo diputado entre la V y la X legislatura (1999-presente).[actualizar]
También ha ocupado otros cargos:
- Portavoz-Adjunto del Grupo Popular en el Senado en la V Legislatura nacional.
- Presidente de la Asamblea de Madrid en la IV Legislatura autonómica.
- Fue Presidente de la Conferencia de Parlamentos de Regiones Capitales de la Unión Europea.
- Fue Presidente de la Comisión Nacional de Cultura del Partido Popular.
- Presidente de la Comisión de Estatuto de Autonomía, Reglamento y Estatuto del Diputado de la Asamblea de Madrid en la VI,VII, VIII y IX Legislaturas Autonómicas.
- Es miembro de la Junta Directiva Nacional del Partido Popular y del Comité Ejecutivo Regional de Madrid.
- Ha sido Presidente de la Comisión de Educación, Cultura y Deporte del Senado, y Portavoz del Grupo Popular en dicha Comisión.
- Ha sido Portavoz del Grupo Popular en la Comisión de Cultura del Senado.
- Ha sido Vocal de la Comisión Mixta Congreso-Senado para la Unión Europea y de la Comisión Mixta del Defensor del Pueblo.
- Ha sido Vocal de las Comisiones de Defensa, Asuntos Exteriores, Constitucional, e Incompatibilidades del Senado.
- Ha sido Vicepresidente de la Comisión de Juventud del Senado.
- Ha sido Portavoz del Grupo Popular en la Comisión de Educación, Juventud y Deporte de la Asamblea de Madrid.
- Actualmente es Presidente de la Comisión de Cultura y Turismo de la Asamblea de Madrid.
- Desde 1996 a 2005 fue Vocal del Real Patronato de la Biblioteca Nacional de España y miembro de su Comisión Permanente.
- En 2009 fue designado nuevamente Vocal del Real Patronato de la Biblioteca Nacional de España. Dimitió en mayo de 2010 por discrepar con la ministra de Cultura Ángeles González-Sinde cuando esta rebajó el rango administrativo de la Biblioteca Nacional de Dirección General a Subdirección General.
- Por Acuerdo del Consejo de Ministros de 5 de octubre de 2012 fue nombrado vocal del Real Patronato del Instituto Cervantes.
- Entre otras condecoraciones, está en posesión de la Gran Cruz de la Orden del Mérito Naval, de la Gran Cruz de la Orden del Dos de Mayo (Comunidad de Madrid), de la Encomienda de Número de la Orden del Mérito Civil, de la Encomienda de la Orden de Alfonso X el Sabio y de la Encomienda de la Orden de Leopoldo (Bélgica), y es Caballero de la Orden de las Artes y las Letras (Francia). Medalla de Oro de la Universidad de Alcalá, Medalla de Oro de la Universidad Moderna de Lisboa, y Medalla de Oro de la Asamblea de Madrid. Es Caballero de la Soberana Orden de San Juan de Jerusalén, llamada de Malta, y antiguo Vocal de la Diputación de su Asamblea Española, y Caballero de la Orden del Santo Sepulcro de Jerusalén.

### Polémicas
El 11 de marzo de 2010, dentro del debate en la Asamblea de Madrid sobre la declaración de las corridas de toros como Bien de Interés Cultural, declaró: «Los que se preocupan por el maltrato a los toros son esa misma progresía que no denuncia el envío de fetos a la trituradora», provocando las protestas airadas del resto de los grupos parlamentarios y el prolongado aplauso de los populares.

## Galardones y reconocimientos
- Accésit al Premio Adonais por La frontera. (Poesía)
- Premio Juan de Baños por Huésped del milagro. (Poesía)
- Premio Fray Luis de León, por Las olas del retorno. (Poesía)
- Premio Francisco de Quevedo (Ayuntamiento de Madrid) , por Revelaciones. (Poesía)
- Premio Provincia de Guadalajara, por Laberinto de arena. (Poesía)
- Premio Rabindranath Tagore, por Púrpura y ceniza. (Poesía)
- Premio Aguacantos, por Sonetos del tiempo y desamor (Poesía)
- Premio Internacional Ibn Jafaya (Ministerio de Asuntos Exteriores), por Corcel del sueño. (Poesía)
- Premio Rafael Alberti, por Los mapas interiores. (Poesía)
- Premio Angaro, por Lo que yo llamaba olvido. (Poesía)
- Premio Tiflos, por De carne o de cristal. (Poesía)
- Premio Paul Becket, por Vivir es ser otro. (Poesía)
- Premio Un millón por un soneto, por Cuando el poeta se mira en un espejo. (Poesía)
- Premio Internacional Ciudad de Melilla, por Bajo otro tiempo (Poesía)
- Premio Manuel Machado, por el conjunto de su obra poética. (Poesía)
- Premio Clarín por A las 8,15. (Narración breve)
- Premio Ciudad de Peñíscola por Frente al ventanal (Narración breve)
- Premio Hucha de Plata en dos ocasiones por Dos hombres hablan y El jabalí (Narración corta)
- Segundo Premio Plaza & Janés por Memoria secreta del Hermano Leviatán.(Novela)
- Premio Tormo de Oro por el conjunto de su obra sobre gastronomía. (Periodismo)
- Premio Áspid de Oro por su artículo La Farmacia como misión. (Periodismo)
- Premio Luis Legaz Lacambra por su artículo El hidalgo español, publicado en ABC. (Periodismo)
- Premio Cultura Viva, por el conjunto de su obra literaria.
- "Popular" como Poeta dentro de los Premios Populares del Diario Pueblo.
- En 2008 recibió uno de los Premios Anuales del Club Internacional de Prensa.
- En 2017 Premio Internacional de Poesía José Zorrilla por Memoria de un mal sueño, en el bicentenario del poeta. (Poesía)
- Investido Doctor Honoris Causa (Filosofía y Letras) por la Universidad de Alcalá (2002).
- Medalla de Oro de la Universidad de Alcalá.
- Medalla de Oro de la Universidad Moderna de Lisboa.
- Medalla de Oro de la Asamblea de Madrid.
- Medalla de Oro de la Cruz Roja Española.
- Medalla de Oro de la Orden del Mérito Postal.
- Medalla de Honor de la Fundación Carmen y Severo Ochoa.
- Hijo Adoptivo de Fontiveros, pueblo natal de San Juan de la Cruz.
- Hijo Predilecto de Torrelodones, su pueblo natal.

### Obras (Poesía y Prosa)
(Se referencian las primeras ediciones)
- Lejana palabra (poesía) (1963).
- La gran hora (poesía) (1965).
- Posesión de tu nombre (poesía) (1965).
- La frontera, (poesía). Accésit al premio Adonais (1966).
- España en su poesía actual (ensayo-antología sobre el tema de España en la poesía española contemporánea) (1967).
- Huésped del milagro (poesía). Premio Juan de Baños (1969).
- Lugar donde encontrarte (poesía). Prólogo de José María Aparicio Arce (1970).
- Crónica (poesía). Nota de lectura por Manuel Alcántara (1970).
- Cuaderno de Asia (poesía). Beca de Literatura de la Fundación March. Prólogo de Luis María Anson (1973).
- Poemas del hombre que pasa (antología poética general. Selección y estudio previo de Carlos Murciano) (1973).
- Entre el infierno y el paraíso: Testimonios de un tiempo inseguro (crónicas) (1976).
- Geografía para vagabundos (ensayo) (1976).
- 14 sonetos de Juan Van-Halen (antología de sonetos. Edición e introducción de Fernando Nuño. No venal) (1977)
- Crónicas facciosas e inconvenientes (crónicas). Prólogo de Jesús Fueyo (1980).
- Galería de espejos rotos (ensayo). Prólogo de Enrique Tierno Galván (1982).
- Lo que yo llamaba olvido (poesía). Premio Ángaro. Prólogo de José García Nieto (1982).
- Laberinto de arena (poesía). Premio Provincia de Guadalajara (1985).
- Corcel del sueño (poesía). Premio Internacional Ibn Jafaya, Ministerio de Asuntos Exteriores (1985) (Edición bilingüe árabe-castellano). Prólogo de Francisco Garfias (1985).
- Púrpura y ceniza (poesía). Premio Rabindranath Tagore. Prólogo de Leopoldo de Luis (1986).
- Objetivo: Ganar el futuro. Conversaciones con Alfonso Osorio.(1986)
- Las olas del retorno (poesía). Premio Fray Luis de León (1986)
- Manual de asombros (recopilación poética. Contiene sus seis últimos libros) (1987).
- Memoria secreta del hermano Leviatán (novela). 2º premio internacional Plaza&Janés (1988).
- Revelaciones (poesía). Premio Francisco de Quevedo del Ayuntamiento de Madrid. Prólogo de Gustavo Villapalos (1988).
- Sonetos del tiempo y desamor (poesía). Premio Aguacantos de sonetos (1988).
- Como un viejo secreto desvelado (antología de poemas de amor. Prólogo de José María de Areilza) (1990).
- Los Van Halen, una familia flamenca en España. (Discurso de ingreso en la Real Academia Matritense de Heráldica y Genealogía) (1991).
- La piel del agua (antología poética general. Selección e introducción de Luis Alberto de Cuenca) (1997).
- Los mapas interiores (poesía). Premio Rafael Alberti (1998).
- A poesía e o mar (VVAA) (poesía).(Edición bilingüe castellano-portugués) (1998).
- Oscar Wilde weeps in a Reading night (VVAA) (poesía). (Tertuliam poems) (Edición inglés-castellano) (2000).
- Contra el Tiempo (antología de sonetos. Con dibujos de Álvaro Delgado. Prólogo de Juan Manuel de Prada) (2001).
- La vida entera (antología de sonetos. Selección y estudio previo de José Luis Morales) (2002).
- Memoria del olvido (antología poética general. Selección y estudio previo de Waldo Leyva) (La Habana, 2002).
- De carne o de cristal (poesía). Premio Tiflos (2003).
- Poemas (antología. Selección y nota de la Prof. Dolores Cabañas) (Universidad de Alcalá, 2003).
- Poetas soldados de España (ensayo y antología) (2003).
- El camino de la lengua (ensayo) (2004).
- Décimas del malecón. Homenaje a Nicolás Guillén (poesía) (2004).
- Le sfere armillari (antología poética bilingüe italiano-castellano. Selección y estudio previo de Diego Valverde) (2005).
- Alonso Quijano spreekt Sancho Panza toe in het uur van zijn dood" (VVAA) (poesía) (Edición neerlandés-castellano), 2005.
- Vivir es ser otro (poesía). Premio Paul Becket (2006).
- Espejismos (antología poética general. Selección y estudio previo de José Luis Morales) (Universidad de Alcalá, 2006).
- Ronda de las tres niñas (antología de sonetos. Selección y Nota del autor. No venal) (2007).
- Quien conmigo va (antología de sonetos. Selección y Nota del autor) (2008).
- La otra memoria en la poesía (ensayo y antología) (2011).
- La sonrisa de Robespierre y otros textos políticamente incorrectos (crónicas). Prólogo de Gabriel Albiac (2011).
- El viajero del tiempo. Lecturas, libros y escritores (ensayo). Prólogo de Luis Alberto de Cuenca. (2011).
- La poesía en las trincheras 1936-1939 (ensayo y antología) (2012).
- Bajo otro tiempo (poesía). Premio Internacional Ciudad de Melilla (2013).
- Escribo tu nombre (edición conjunta, ampliada, de los libros Ronda de las tres niñas y Quien conmigo va) (2013).
- La caja china. De Zapatero a Rajoy. Nuevos textos políticamente incorrectos (crónicas). Prólogo de Alfonso Bullón de Mendoza (2013)
- 12 sonetos de amor (antología). XVIII Jornadas de Poesía en Español. Ed. Son Sonetos. Logroño, 2016.
- Marinos en la Guerra de la Independencia. (Discurso de  ingreso como académico de número en la Real Academia de la Mar) (2016).
- Memoria de un mal sueño (poesía). Premio Internacional de Poesía José Zorrilla, en el bicentenario del poeta. Prólogo de Carlos Aganzo (2017)